# Antilly (Oise)
Pour les articles homonymes, voir Antilly.
Antilly est une commune française située dans le département de l'Oise en région Hauts-de-France.

## Géographie

### Localisation
Antilly  est un village rural et agricole  du Valois  située au sud-est du département de l'Oise,. Limitrophe de Betz elle se trouve ) 13 km de Crépy-en-Valois, à 32 km de Senlis et à 83 km de Beauvais.
Elle est traversée par le tracé initial de l'ancienne Route nationale 322 (actuelle RD 922) et est aisément accessible depuis la route nationale 2. La Voie verte du Valois passe légèrement au sud de la Grivette,.
Le territoire communal a une superficie de l'ordre de 364 ha dont 59 de bois et forêts en 2008. La commune est structurée par la vallée de la Grivette, qui creuse le plateau du Multien de manière assez profonde en créant des versants relativement abrupts au pied desquels se sont développées les secteurs urbanisés d'Antilly. Les parties en forte pente sont majoritairement boisées dans le village tandis que les champs cultivés en openfield forment l'essentiel du paysage du plateau.
La commune s'est développée à la limite de deux grandes entités paysagères à l'échelle régionale :
- au nord, le massif forestier domanial de Retz qui marque la séparation entre les régions agricoles du Soissonnais et du Valois,
- au sud, les vallées de l'Ourcq et de la Marne qui marquent la limite est du Valois Multien.

Le territoire communal s'étire du nord au sud sur 1,5 km de long, et d'est en ouest sur 1 km de large. Il couvre une superficie de 364 ha s'inscrivant dans la partie sud du plateau du Valois Multien. Il s'agit d'un vaste plateau principalement voué à l'activité agricole. Son point le plus élevé est à l'altitude 142 m NGF en limite est de la commune au lieu-dit Le Grand Merisier, le point bas en aval de la Grivette  à 83 mètres.

### Communes limitrophes
Les communes limitrophes sont  Bargny, Betz, Boullarre, Cuvergnon, Thury-en-Valois et Étavigny.
| Bargny | Cuvergnon |                 |
| Betz   | Antilly   | Thury-en-Valois |
|        | Étavigny  | Boullarre       |

### Milieux naturels et biodiversité
Le sud-est du territoire communal (coteau du lieu-dit « Le Bois au Dessous » depuis la Fabrique jusqu'au Moulin)  est concerné par la ZNIEFF de la Basse-vallée de la Grivette, qui s'étend également sur Betz, Boullarre, Étavigny,  Mareuil-sur-Ourcq, de Neufchelles, de Rouvres-en-Multien et Thury-en-Valois. C'est un tronçon de vallée très humide avec des vallons secs attenants comportant un ensemble de milieux naturels très diversifiés, avec une végétation sur les pentes composée d'érables, de frênes, de hêtres et de chênaies (sur sols acides) ainsi que de peupleraies et de petites aulnaies. La flore des pelouses et prairies se compose d'espèces peu communes à rares comme l'orchidée Plantathère à deux feuilles. La faune présente est riche et diversifiée. On compte de nombreuses espèces de rapaces rares et menacées ainsi que des plus petits oiseaux à protéger..

### Hydrographie
La commune est située dans le bassin Seine-Normandie. Elle est drainée par la Grivette, le fossé 01 de la commune d'Antilly,,.
La Grivette, d'une longueur de 15 km, prend sa source dans la commune de Lévignen et se jette  dans le canal de l'Ourcq à Neufchelles, après avoir traversé huit communes.

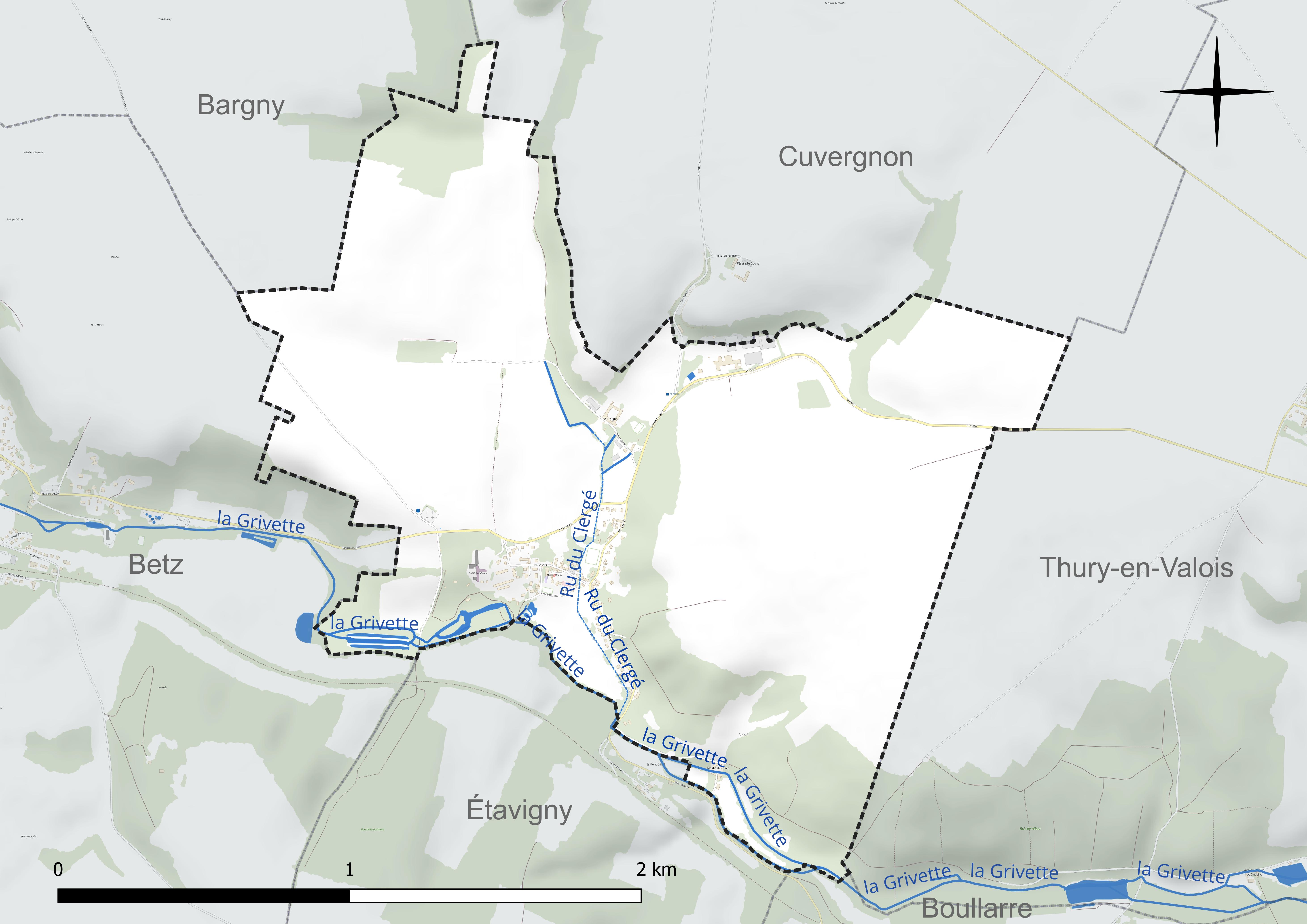
Réseau hydrographique d'Antilly.

### Climat
Pour des articles plus généraux, voir Climat des Hauts-de-France et Climat de l'Oise.
En 2010, le climat de la commune est de type climat océanique dégradé des plaines du Centre et du Nord, selon une étude du CNRS s'appuyant sur une série de données couvrant la période 1971-2000. En 2020, Météo-France publie une typologie des climats de la France métropolitaine dans laquelle la commune est exposée à un climat océanique altéré et est dans la région climatique Nord-est du bassin Parisien, caractérisée par un ensoleillement médiocre, une pluviométrie moyenne régulièrement répartie au cours de l'année et un hiver froid (3 °C).
Pour la période 1971-2000, la température annuelle moyenne est de 10,9 °C, avec une amplitude thermique annuelle de 14,6 °C. Le cumul annuel moyen de précipitations est de 718 mm, avec 11,2 jours de précipitations en janvier et 8,4 jours en juillet. Pour la période 1991-2020, la température moyenne annuelle observée sur la station météorologique la plus proche, située sur la commune du Plessis-Belleville à 18 km à vol d'oiseau, est de 11,4 °C et le cumul annuel moyen de précipitations est de 661,7 mm,. Pour l'avenir, les paramètres climatiques de la commune estimés pour 2050 selon différents scénarios d'émission de gaz à effet de serre sont consultables sur un site dédié publié par Météo-France en novembre 2022.

## Urbanisme
L'essentiel de l'habitat de l'habitat de la commune s'étale le long de la rive droite de la rivière Grivette.
De par la disposition de son habitat, Antilly peut être considérée comme un village-rue.

### Typologie
Au 1er janvier 2024, Antilly est catégorisée commune rurale à habitat dispersé, selon la nouvelle grille communale de densité à sept niveaux définie par l'Insee en 2022.
Elle est située hors unité urbaine. Par ailleurs la commune fait partie de l'aire d'attraction de Paris, dont elle est une commune de la couronne,.

### Occupation des sols
L'occupation des sols de la commune, telle qu'elle ressort de la base de données européenne d'occupation biophysique des sols Corine Land Cover (CLC), est marquée par l'importance des territoires agricoles (80,2 % en 2018), une proportion identique à celle de 1990 (80,2 %). La répartition détaillée en 2018 est la suivante : 
terres arables (67,2 %), forêts (19,8 %), zones agricoles hétérogènes (13 %). L'évolution de l'occupation des sols de la commune et de ses infrastructures peut être observée sur les différentes représentations cartographiques du territoire : la carte de Cassini (XVIIIe siècle), la carte d'état-major (1820-1866) et les cartes ou photos aériennes de l'IGN pour la période actuelle (1950 à aujourd'hui).

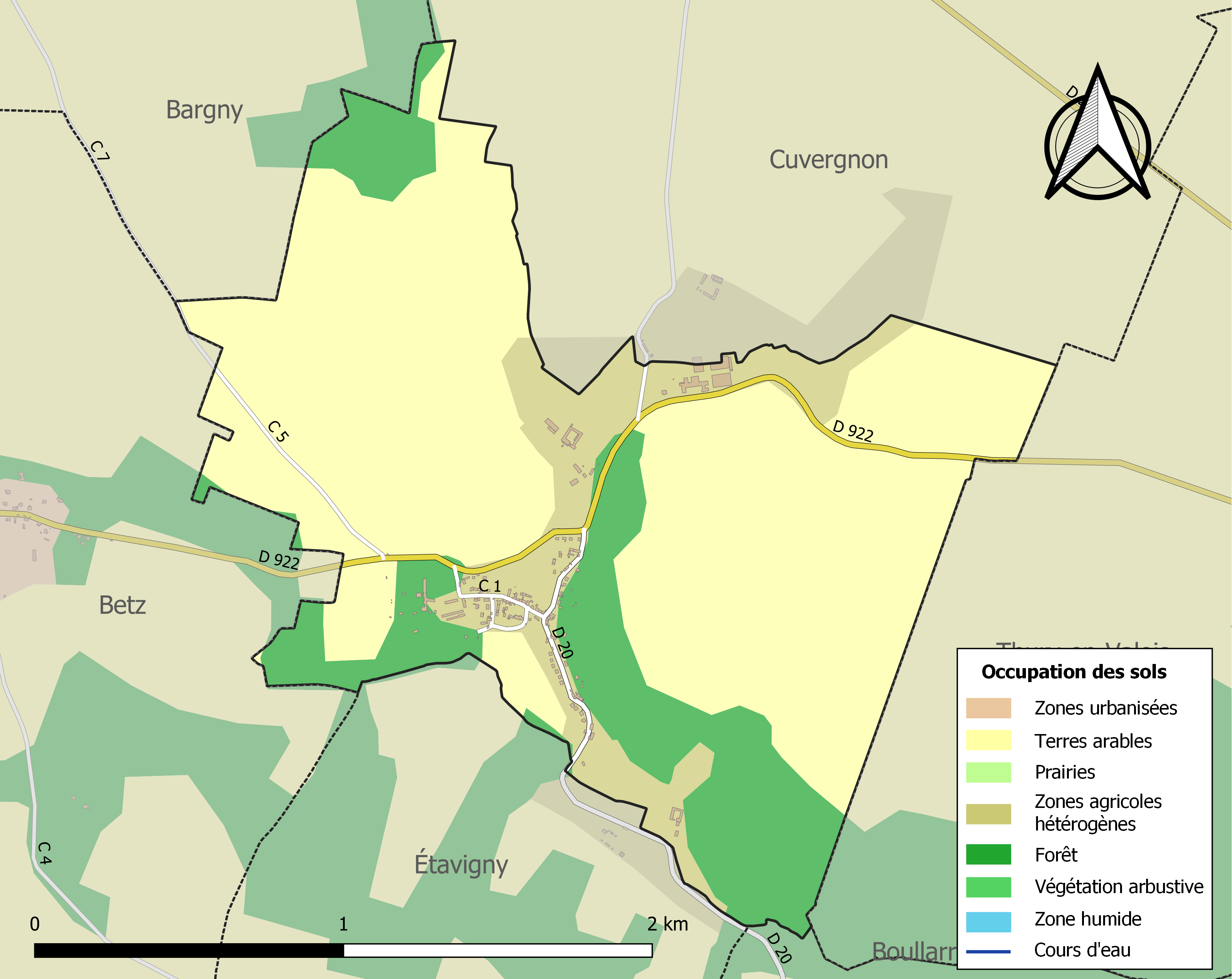
Carte des infrastructures et de l'occupation des sols de la commune en 2018 (CLC).

### Lieux-dits, hameaux et écarts
Le territoire compte une ferme légèrement à l'écart du village (La Clergie), un site d'activité économique formant un écart le long de la RD 922 et un ancien moulin isolé au sud-est du territoire

### Habitat et logement
En 2018, le nombre total de logements dans la commune était de 95, alors qu'il était de 90 en 2013 et de 90 en 2008.
Parmi ces logements, 85,1 % étaient des résidences principales, 6,4 % des résidences secondaires et 8,5 % des logements vacants. Ces logements étaient pour 90,8 % d'entre eux des maisons individuelles et pour 9,2 % des appartements.
Le tableau ci-dessous présente la typologie des logements à Antilly en 2018 en comparaison avec celle de l'Oise et de la France entière. Une caractéristique marquante du parc de logements est ainsi une proportion de résidences secondaires et logements occasionnels (6,4 %) supérieure à celle du département (2,5 %) et à celle de la France entière (9,7 %). Concernant le statut d'occupation de ces logements, 82,6 % des habitants de la commune sont propriétaires de leur logement (78,3 % en 2013), contre 61,4 % pour l'Oise et 57,5 pour la France entière.
| Typologie                                               | Antilly | Oise | France entière |
| ------------------------------------------------------- | ------- | ---- | -------------- |
| Résidences principales (en %)                           | 85,1    | 90,4 | 82,1           |
| Résidences secondaires et logements occasionnels (en %) | 6,4     | 2,5  | 9,7            |
| Logements vacants (en %)                                | 8,5     | 7,1  | 8,2            |

### Voies de communication et transports
La commune est desservie, en 2023, par la ligne 6432 du réseau interurbain de l'Oise.

## Toponymie
Anthelliacum (Anthilliacum, Antiliacum) (1157), Anthilly, Antelli (1208), Antilli (1241), Antiliacum (1359).

## Histoire
Des antiquités gallo-romaines, et notamment des vases de bronze ont été découverts à la colline de la Chesnée, vers Batz.
Au Moyen Âge, « la seigneurie relevait en plein fief du château de Crépy-en-Valois. Les comtes y avaient sans doute au douzième siècle des droits directs, car on apprend par un titre de 1184 qu'Éléonore, dame du Valois, donna permission au chapitre Saint-Thomas de faire pêcher pendant deux jours dans l'étang d'Antilly ».
La commune, instituée sous la Révolution française, est fugacement réunie de 1825 à 1833 à Betz. Une école est construite en 1837.
Un château est reconstruit en 1802.

## Politique et administration

### Rattachements administratifs et électoraux

#### Rattachements administratifs
La commune se trouve depuis 1926 dans l'arrondissement de Senlis du département de l'Oise.
Elle faisait partie depuis 1802 du canton de Betz. Dans le cadre du redécoupage cantonal de 2014 en France, cette circonscription administrative territoriale a disparu, et le canton n'est plus qu'une circonscription électorale.

#### Rattachements électoraux
Pour les élections départementales, la commune fait partie depuis 2014 du canton de Nanteuil-le-Haudouin
Pour l'élection des députés, elle fait partie de la quatrième circonscription de l'Oise.

### Intercommunalité
Antilly est membre de la communauté de communes du Pays de Valois, un établissement public de coopération intercommunale (EPCI) à fiscalité propre créé en 1997 et auquel la commune a transféré un certain nombre de ses compétences, dans les conditions déterminées par le code général des collectivités territoriales.
Cette intercommunalité succède notamment au SIVOM du canton de Betz.

### Liste des maires
| Période                                  | Période                       | Identité                   | Étiquette | Qualité                                                    |
| ---------------------------------------- | ----------------------------- | -------------------------- | --------- | ---------------------------------------------------------- |
| Les données manquantes sont à compléter. |                               |                            |           |                                                            |
| avant 1910                               |                               | Adrien Doë de Maindreville |           | Procureur impérial puis président du Tribunal de Dunkerque |
| Les données manquantes sont à compléter. |                               |                            |           |                                                            |
| mars 2001                                | 2014                          | Benoît Hamelin             |           |                                                            |
| 2014                                     | juillet 2020                  | Christian Corbel           |           | Retraité                                                   |
| juillet 2020                             | En cours (au 2 décembre 2020) | Pierre Napora              |           |                                                            |

## Équipements et services publics
Les enfants de la commune sont scolarisés avec ceux de Betz et de Bargny au sein d'un regroupement pédagogique intercommunal (RPI)

## Population et société

### Démographie

#### Évolution démographique
L'évolution du nombre d'habitants est connue à travers les recensements de la population effectués dans la commune depuis 1793. Pour les communes de moins de 10 000 habitants, une enquête de recensement portant sur toute la population est réalisée tous les cinq ans, les populations de référence des années intermédiaires étant quant à elles estimées par interpolation ou extrapolation. Pour la commune, le premier recensement exhaustif entrant dans le cadre du nouveau dispositif a été réalisé en 2006.

En 2022, la commune comptait 271 habitants, en évolution de +1,12 % par rapport à 2016 (Oise : +0,87 %, France hors Mayotte : +2,11 %).
| 1793 | 1800 | 1806 | 1821 | 1836 | 1841 | 1846 | 1851 | 1856 |
| ---- | ---- | ---- | ---- | ---- | ---- | ---- | ---- | ---- |
| 164  | 133  | 145  | 120  | 148  | 157  | 160  | 176  | 158  |

| 1861 | 1866 | 1872 | 1876 | 1881 | 1886 | 1891 | 1896 | 1901 |
| ---- | ---- | ---- | ---- | ---- | ---- | ---- | ---- | ---- |
| 158  | 166  | 216  | 258  | 201  | 209  | 258  | 281  | 248  |

| 1906 | 1911 | 1921 | 1926 | 1931 | 1936 | 1946 | 1954 | 1962 |
| ---- | ---- | ---- | ---- | ---- | ---- | ---- | ---- | ---- |
| 233  | 200  | 168  | 196  | 191  | 186  | 215  | 213  | 161  |

| 1968 | 1975 | 1982 | 1990 | 1999 | 2006 | 2011 | 2016 | 2021 |
| ---- | ---- | ---- | ---- | ---- | ---- | ---- | ---- | ---- |
| 190  | 233  | 241  | 271  | 313  | 341  | 312  | 268  | 266  |

| 2022 | - | - | - | - | - | - | - | - |
| ---- | - | - | - | - | - | - | - | - |
| 271  | - | - | - | - | - | - | - | - |

#### Pyramide des âges
La population de la commune est relativement âgée.
En 2018, le taux de personnes d'un âge inférieur à 30 ans s'élève à 22,7 %, soit en dessous de la moyenne départementale (37,3 %). À l'inverse, le taux de personnes d'âge supérieur à 60 ans est de 45,5 % la même année, alors qu'il est de 22,8 % au niveau départemental.
En 2018, la commune comptait 106 hommes pour 152 femmes, soit un taux de 58,91 % de femmes, largement supérieur au taux départemental (51,11 %).
Les pyramides des âges de la commune et du département s'établissent comme suit.
| Hommes | Classe d’âge | Femmes |
| ------ | ------------ | ------ |
| 3,0    | 90 ou +      | 15,4   |
| 8,5    | 75-89 ans    | 32,3   |
| 18,8   | 60-74 ans    | 8,4    |
| 28,7   | 45-59 ans    | 17,5   |
| 11,2   | 30-44 ans    | 8,6    |
| 14,8   | 15-29 ans    | 9,8    |
| 15,0   | 0-14 ans     | 7,9    |

| Hommes | Classe d’âge | Femmes |
| ------ | ------------ | ------ |
| 0,5    | 90 ou +      | 1,4    |
| 5,5    | 75-89 ans    | 7,6    |
| 15,6   | 60-74 ans    | 16,3   |
| 20,8   | 45-59 ans    | 20     |
| 19,4   | 30-44 ans    | 19,4   |
| 17,6   | 15-29 ans    | 16,2   |
| 20,6   | 0-14 ans     | 19,1   |

## Économie
En 2007, la commune compte deux exploitations agricole : la Ferme de la Clergie et la Ferme du Château. La superficie agricole est de 249 ha en 2000, soit 68 % du territoire, essentiellement constitués de terres labourables pour des cultures céréalières, ainsi que des pâtures dans le fond de vallée.
Une zone d'activité est située le long de la RD 922.

## Culture locale et patrimoine

### Lieux et monuments

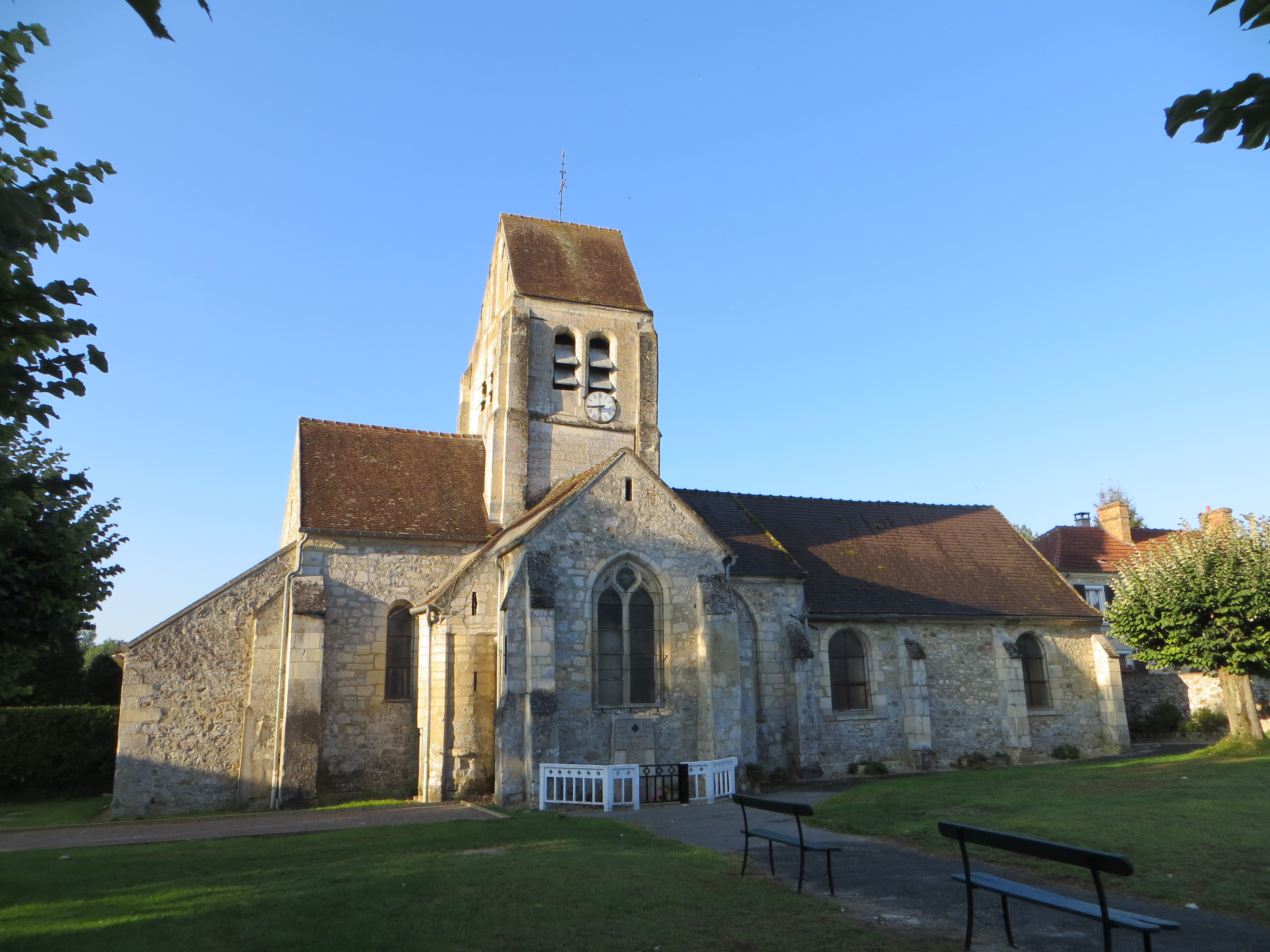
Église Saint-Maurice-et-Saint-Léonard - cloche de l'église sonnant 9 h : Fichier:Antilly - Cloche de l'église Saint-Maurice-et-Saint-Léonard.ogg

L'église Saint-Maurice-et-Saint-Léonard est du XVIe siècle, en partie sur une base du XIe siècle (devant de la nef). 
Au XVIe siècle, la nef a été allongée, un nouveau chœur construit, ainsi que le clocher en batière. De cette même époque, date la chapelle seigneuriale avec clef armoriée et pierres tombales de la famille de Billy. Maître-autel en bois du XVIIIe siècle,.

## Héraldique
| Blason de Antilly | Blason  | Écartelé: aux 1) et 4) vairé en pal renversé d'azur et d'or; aux 2) et 3) d'or à la croix d'azur accompagnée en chef dextre d'un croissant de sable couché en barre. |
| Blason de Antilly | Détails | Le statut officiel du blason reste à déterminer. |